# Junior Wells
Junior Wells, geboren als Amos Blackmore (West Memphis, 9 december 1934 - Chicago, 15 januari 1998), was een Amerikaanse blueszanger/ mondharmonicaspeler.

## Biografie
Wells groeide op in Arkansas. Al op 7-jarige leeftijd speelde hij mondharmonica, dat hij leerde door zijn neef Junior Parker en Sonny Boy Williamson II. In 1948 ging hij naar Chicago. Op 18-jarige leeftijd speelde hij in de band van Muddy Waters, met wie hij ook zijn eerste plaatopnamen maakte. Tijdens de jaren 1960 werkte hij vooral met Buddy Guy. 
De bekendste songs van Junior Wells zijn Messin' With the Kid en Little By Little, zijn bekendste album is Hoodoo Man Blues uit 1965. Hij had ook een optreden in de film Blues Brothers 2000, die kort na zijn overlijden in de bioscoop kwam. Hij speelde met Muddy Waters, Buddy Guy, Magic Sam, Lonnie Brooks en The Rolling Stones.

## Overlijden
Junior Wells overleed in januari 1998 op 63-jarige leeftijd aan de gevolgen van een hartinfarct tijdens een behandeling tegen kanker. Hij werd bijgezet op het Oak Woods Cemetery in Chicago. Tijdens zijn begrafenis speelden Billy Branch, Sugar Blue en Harmonica Hinds een treurmars.

## Discografie
- 1965:	Hoodoo Man Blues – Downbeat Magazine R&B album of the year, Blues Hall of Fame (1984), Grammy Hall of Fame (2008)
- 1966:	It's My Life, Baby! (het album werd in 2003 opgenomen in de Blues Hall of Fame.
- 1968:	You're Tuff Enough
- 1968:	Coming at You
- 1969:	Live at the Golden Bear
- 1970:	South Side Blues Jam
- 1972:	In My Younger Days
- 1972:	Buddy Guy & Junior Wells Play the Blues
- 1975:	On Tap
- 1977:	Blues Hit Big Town - Blues Hall of Fame (1999)
- 1979:	Pleading the Blues
- 1982:	Drinkin' TNT 'n' Smokin' Dynamite
- 1990:	Harp Attack!
- 1991:	Alone & Acoustic Buddy Guy & Junior Wells
- 1992:	Undisputed Godfather of the Blues
- 1993:	Better Off with the Blues
- 1993: Pleading the Blues Buddy Guy & Junior Wells
- 1995: Everybody's Gettin' Some
- 1997:	Come on in This House – Blues Music Award 'Best traditional blues album' en Prix Big Bill Broonzy
- 1997:	Live at Buddy Guy's Legends
- 1998: You're Tuff Enough: The Blue Rock Studio Recordings
- 1998: Best of the Vanguard Years
- 1998: Blues Hit Big Town
- 1998: Live at the Golden Bear
- 1998: Last Time Around: Live at Legends
- 1999:	Junior Wells & Friends
- 2000: Calling All Blues
- 2001: Les Incontournables
- 2001: Double Dynamite
- 2002: Live Around the World
- 2002: Blues Twinpeak Buddy Guy & Junior Wells
- 2002: The Original Blues Brothers Live Buddy Guy & Junior Wells
- 2003: Chicago Blues Festival 1964 Buddy Guy & Junior Wells
- 2006: Live at Theresa's 1975 – Living Blues Award 2007
- 2008: Great Blues Masters, Vol. 10 Junior Wells

### DVD's
- 2004: Junior Wells – Don't Start Me Talkin: The Junior Wells Story
- 2006: Junior Wells – Junior Wells And Guests
- 2007: Junior Wells – Blues Legends
- 2007: American Folk-Blues Festivals 1963–1966: The British Tours
- 2009: Junior Wells Teaches Blues Harmonica

- Bibsys: 1009931
- Biblioteca Nacional de España: XX1657332
- Bibliothèque nationale de France: cb13901091h (data)
- Gemeinsame Normdatei: 134573420
- International Standard Name Identifier: 0000 0000 6308 4994
- Library of Congress Control Number: nr89010863
- Nationale Bibliotheek van Letland: 000037761
- MusicBrainz: 5f526374-0e88-4508-a8d6-7f25c16cb2d8
- Nationale Bibliotheek van Tsjechië: xx0000739
- Nederlandse Thesaurus van Auteursnamen: 07462380X
- SNAC: w67h3x65
- Virtual International Authority File: 5119346
- WorldCat: E39PBJxmHYHBkXvKRyWHVhvvHC